# Kimia Alizadeh
Kimia Alizadeh Zonouzi (persa: کیمیا علیزاده زنوزی; Karaj, Iran, 10 de juliol de 1998) és una taekwondista iraniana.
Obtingué una medalla de bronze als Jocs Olímpics de Río de Janeiro el 2016, a la categoria dels –57 kg, esdevenint així la primera dona que va guanyar una medalla del seu país. També va guanyar dues medalles al Campionat Mundial de Taekwondo el 2015 i el 2017. Posteriorment rebé una nova medalla al Campionat Asiàtic de Taekwondo del 2018.
El 2019 va figurar a la llista de les 100 dones més influents del món de la BBC.
L'11 de gener de 2020, va anunciar mitjançant el seu compte Instagram que se n'anava de l'Iran definitivament per mor d'instal·lar-se a Europa tot explicant la seva defecció: "Sóc una de les milions de dones oprimides de l'Iran amb les quals han estat jugant durant molts anys."

## Primers anys de vida
Kimia va néixer a Karaj. La seva família és azerbaidiana iraniana. El seu pare és de Zonuz, prop de Tabriz, i la seva mare, d'Ardabil. Fins després dels Jocs Olímpics de 2016, el seu cognom es va registrar incorrectament com a Zenoorin.

## Carrera de Taekwondo
Alizadeh, als 18 anys va guanyar una medalla de bronze en la categoria de pes de taekwondo de 57 kg als Jocs Olímpics d'estiu de Rio de Janeiro derrotant a l'atleta sueca Nikita Glasnović. La seva victòria la va convertir en la primera dona iraniana a guanyar una medalla en els Jocs Olímpics d'estiu.
També va guanyar una medalla d'or en la categoria femenina de 63 kg a les Olimpíades Juvenils de Nanjing 2014. Va guanyar la medalla d'or Jade Jones a Londres 2012 i Rio de Janeiro 2016 al Campionat Mundial de 2015 per guanyar una medalla de bronze. També va guanyar una medalla de plata dos anys després al Campionat Mundial de Taekwondo de 2017.

### Palmarès internacional
| Jocs Olímpics                  | Jocs Olímpics                 | Jocs Olímpics | Jocs Olímpics |
| Any                            | Lloc                          | Medalla       | Categoria     |
| ------------------------------ | ----------------------------- | ------------- | ------------- |
| JJOO 2016                      | Río de Janeiro ( Brasil)      | 3             | –57 kg        |
| Campionat Mundial de Taekwondo |                               |               |               |
| Any                            | Lloc                          | Medalla       | Categoria     |
| 2015                           | Txeliàbinsk ( Rússia)         | 3             | –57 kg        |
| 2017                           | Muju ( Corea del Sud)         | 2             | –62 kg        |
| Campionat Asiàtic              |                               |               |               |
| Any                            | Lloc                          | Medalla       | Categoria     |
| 2018                           | Ciutat Ho Chi Minh ( Vietnam) | 3             | –62 kg        |

## Deserció
El 10 de gener de 2020, Alizadeh va anunciar que abandonava el seu país de naixement, amb crítiques ardents al règim de l'Iran. No té intenció de competir per l'Iran als Jocs Olímpics d'estiu del 2020 i està pensant competir per Alemanya.
Va escriure una publicació a Instagram explicant que estava dolguda a causa de la restricció de les dones a l'Iran, que es deia a si mateixa "una dels milions de dones oprimides a l'Iran amb les quals [els governants iranians] juguen des de fa anys"." Em van portar a qualsevol lloc que volien. Portava tot el que deien. Va repetir cada frase que m'ordenaven que digués. Sempre que ho consideraven convenient, m'explotaven", va escriure, afegint que el crèdit sempre anava als responsables. Va escriure a més que "no volia seure a la taula de la hipocresia, la mentida, la injustícia i l'adulació", ni seguir sent còmplice de la "corrupció i mentides" del règim.
Abdolkarim Hosseinzadeh, membre del parlament iranià, va acusar els "funcionaris incompetents" de permetre la fugida del "capital humà" de l'Iran.
En els mesos previs a la seva deserció, diverses figures esportives iranianes van decidir deixar de representar l'Iran o deixar-lo físicament. El setembre de 2019, Saeid Mollaei, que practica judo i va ser campió del món, va deixar l'Iran cap a Alemanya després que presumptament els oficials iranians el pressionessin perquè llancés un partit per evitar competir contra els israelians. Alireza Firouzja, que va ser la millor campiona d'escacs de l'Iran, va decidir deixar de jugar a l'Iran el desembre de 2019 a causa de la prohibició informal de l'Iran de competir contra jugadors israelians. Alireza Faghani, àrbitre internacional de futbol iranià, va deixar l'Iran cap a Austràlia el 2019.